# Espaço Itaú de Cinema
Espaço Itaú de Cinema foi uma rede brasileira de cinemas formada através da parceira entre o Itaú Unibanco e a empresa Cinespaço. Estava presente em seis cidades de seis unidades federativas localizadas em quase todas as regiões do país, à exceção da Região Norte. Seu parque exibidor era formado por oito complexos, perfazendo 57 salas, média de 7,13 salas por cinema. Suas 9 293 poltronas perfaziam uma média de 163,04 assentos por sala.
Teve a tradição de manter num mesmo complexo uma programação eclética, mesclando filmes do circuito tradicional e alternativo, especialmente nos cinemas conhecidos como Arteplex.

## História
A história da rede Itaú de Cinemas começou em 1989, quando o então cineclubista Adhemar Oliveira, futuro proprietário da rede Cinespaço, participou da criação da Mostra Banco Nacional de Cinema, que se tornou um dos eventos cinematográficos mais importantes do calendário carioca, contando com patrocínio da instituição financeira da família Magalhães Pinto e mais tarde se tornaria no Festival do Rio, ao se fundir com o Rio Cine Festival.  

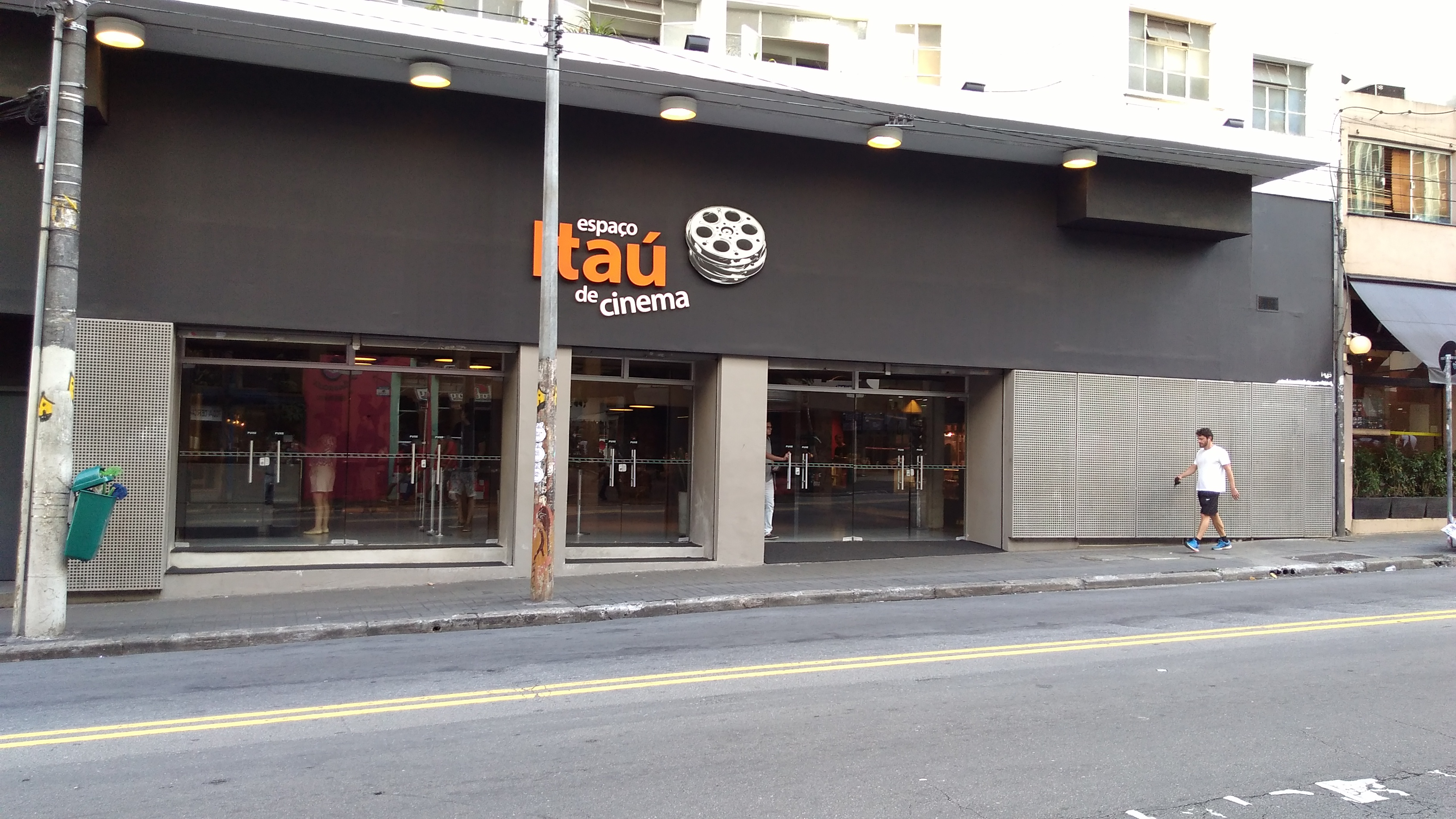
Vista da fachada do Espaço Itaú Augusta de São Paulo, SP

A proximidade com este estabelecimento bancário facilitou a criação do Espaço Banco Nacional de Cinema da Rua Augusta em setembro de 1993, o primeiro da rede, que transformou o antigo Cine Majestic da Rua Augusta, fundado pela família Moussali em 1947 e em estado de decadência, em um moderno cinema de três salas, com livraria e café. Nesta empreitada, teve o apoio da educadora e musicista Patrícia Durães, que além de sócia do empreendimento, implementou o Cineclube Escola no Cinema, projeto de formação de público que atende escolas públicas e particulares, no Rio de Janeiro, e o Clube do Professor, que promove semanalmente uma sessão gratuita de cinema para os professores nos cinemas da Cinespaço e do Espaço Itaú.

### Espaço Unibanco

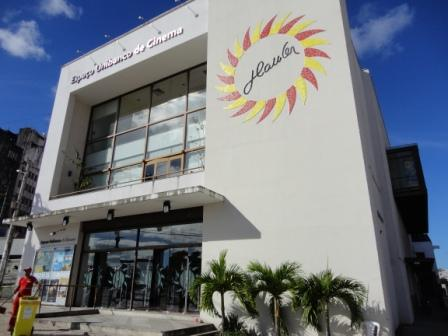
Frente do Espaço Itaú Glauber Rocha da cidade de Salvador, BA

Com a ruidosa falência do Banco Nacional em 1995 e sua absorção pelo Unibanco, o Instituto Moreira Salles, fundação cultural vinculada ao banco mineiro, incorporou a rede de cinemas em dezembro daquele ano, que passara a utilizar a marca Unibanco Cinemas e, dois anos após a abertura do primeiro cinema, já contava com complexos abertos em diversas cidades, como Belo Horizonte, que abrigou o Cine Imaginário Banco Nacional (aberto em junho de 1995) e o Cineclube Banco Nacional Savassi, que foi aberto em 1988 e integrou a rede a partir de 1993; em São Paulo, o complexo que existia já perfazia cinco salas, com a abertura das salas 3 e 4 em imóvel defronte, do outro lado da Rua Augusta; Porto Alegre e Rio de Janeiro também já contavam com seus espaços.

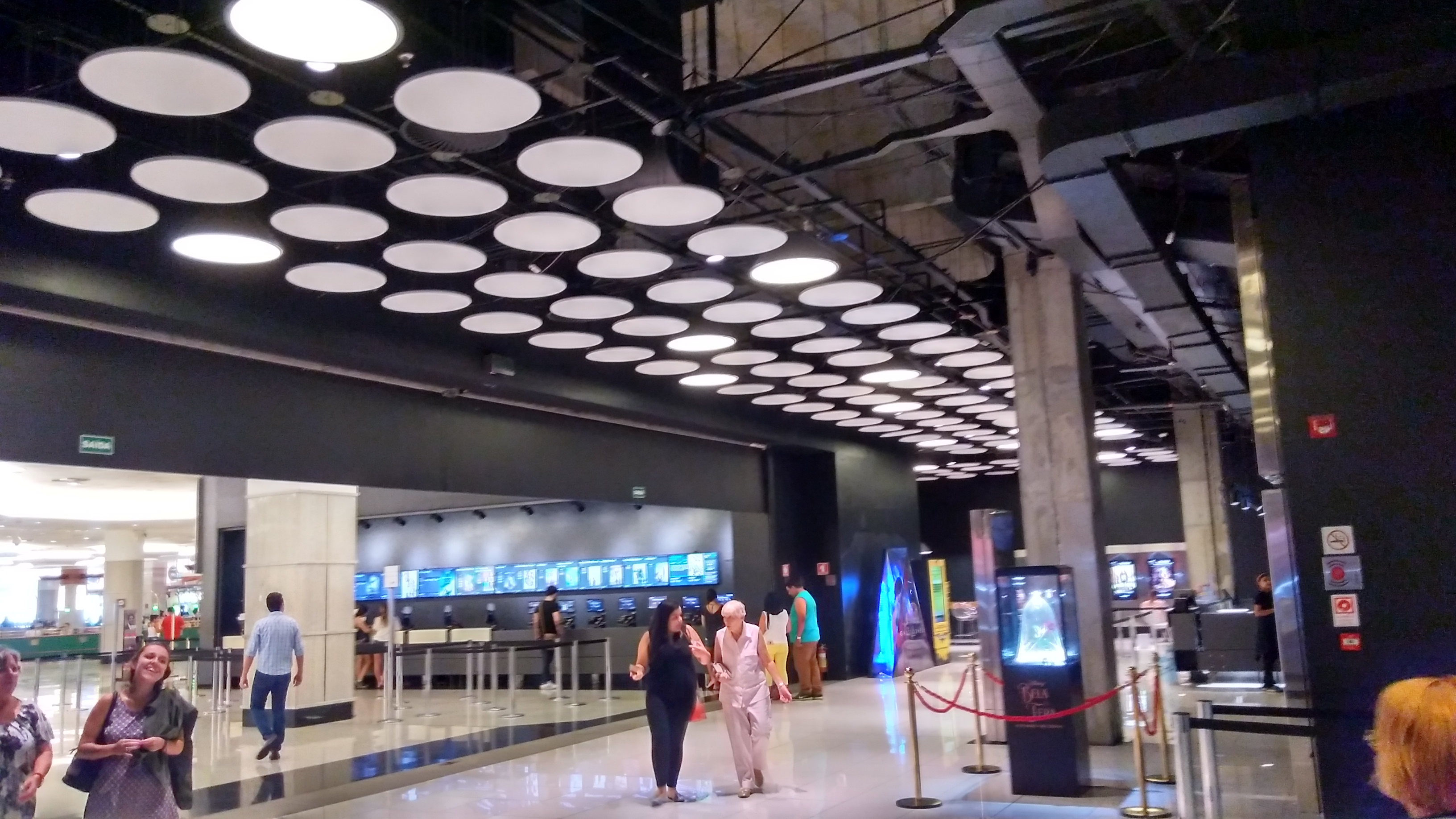
Detalhe da decoração do teto do Espaço Itaú Bourbon Pompeia de São Paulo, SP

Até o Unibanco ser incorporado pelo Banco Itaú foram abertos ou inaugurados diversos complexos em várias cidades: em novembro de 2004 Curitiba recebeu o Espaço Unibanco no Shopping Crystal Plaza, que anteriormente fora explorado pelo Grupo Severiano Ribeiro; Fortaleza ganhou em janeiro de 1999 duas salas no Centro Cultural Dragão do Mar; em Salvador o antigo Cine Glauber Rocha, que estava fechado desde 1999, foi reformado e reabriu com quatro salas em dezembro de 2008; Juiz de Fora foi contemplada com o Espaço Unibanco Palace, um antigo cinema de rua que se transformou em complexo de duas salas; Santos recebeu o Espaço Unibanco Miramar, de três salas, instalado no Shopping Miramar em dezembro de 2006; São Paulo recebeu em agosto de 2001 o Espaço Unibanco Frei Caneca, que inaugurou o conceito Arteplex (combinando filmes de arte e alternativos com o cinema comercial), e por fim o Espaço Unibanco Pompeia, instalado no Shopping Bourbon Pompeia e inaugurado em maio de 2008, com a primeira sala IMAX da rede.

### Mudança da marca
A partir de 2010 a antiga marca Unibanco Cinemas foi sendo progressivamente extinta, dando lugar ao Espaço Itaú de Cinemas, sendo que os complexos passaram por reformas para abrigar a nova identidade visual, como a que sofreu o Espaço Itaú de Cinema localizado na Praia de Botafogo, no Rio de Janeiro, reaberto em dezembro de 2013. O primeiro complexo a ser aberto diretamente sob a nova marca foi o Espaço Itaú de Brasília, instalado em novembro de 2011 no Shopping Casa Park, que fora administrado anteriormente pela extinta rede Embracine.
Em setembro de 2021 anunciou o fechamento das unidades de Curitiba, Salvador e Porto Alegre.
Em maio de 2024, o banco Itaú anunciou a venda da rede de cinema e suas unidades restantes para o grupo Cinesystem, que as assumiu desde então, com exceção da unidade da Rua Augusta, em São Paulo, que passou a pertencer à Cinespaço em sua totalidade.

## Público
Abaixo a tabela de público e sua evolução de 2008 a 2019, considerando o somatório de todas as suas salas a cada ano e incluem também os números da extinta rede Cinespaço, uma vez que os dados não foram segregados. A variação mencionada se refere à comparação com os números do ano imediatamente anterior.
Os dados foram extraídos do banco de dados Box Office do portal de cinema Filme B, sendo que os números de 2014 e 2015 tem como origem o Database Brasil. Já os dados de 2016 em diante procedem do Relatório "Informe Anual Distribuição em Salas Detalhado", do Observatório Brasileiro do Cinema e do Audiovisual (OCA) da ANCINE.

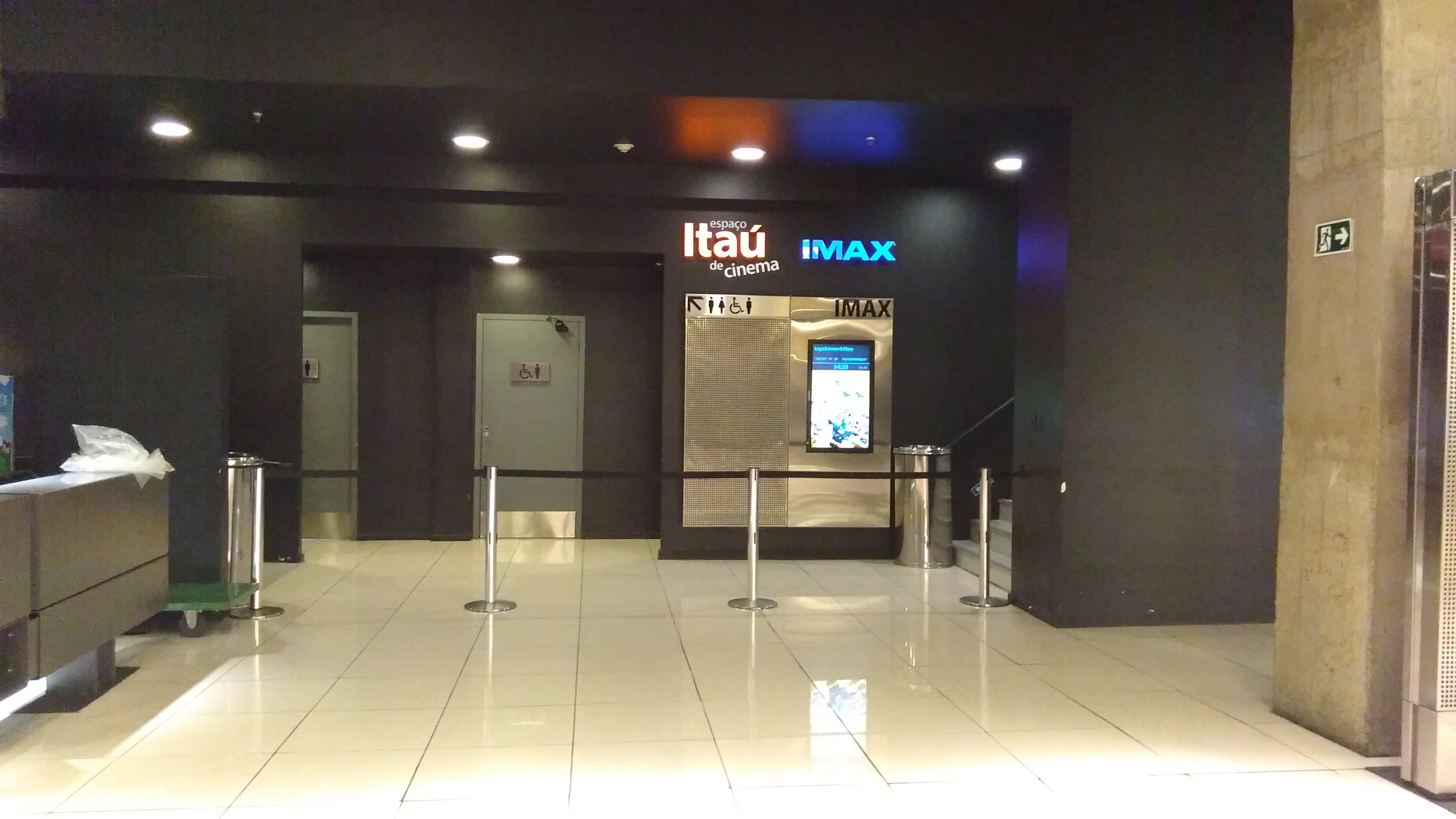
Entrada da Sala IMAX do Espaço Itaú Bourbon Pompéia de São Paulo, SP

| Ano  | Público total | Ranking no país | Market Share | Variação |
| ---- | ------------- | --------------- | ------------ | -------- |
| 2008 | 3 114 940     | 7º              | 3,64%        | ano-base |
| 2009 | 4 324 662     | 7º              | 3,83%        | 38,84%   |
| 2010 | 4 928 223     | 7º              | 3,65%        | 13,96%   |
| 2011 | 5 931 298     | 7º              | 4,18%        | 20,35%   |
| 2012 | 6 591 054     | 5º              | 4,43%        | 11,12%   |
| 2013 | 6 555 222     | 6º              | 4,34%        | -0,54%   |
| 2014 | 6 184 638     | 7º              | 3,90%        | -5,65%   |
| 2015 | 6 177 241     | 7º              | 3,62%        | -0,12%   |
| 2016 | 5 472 135     | 9º              | 2,98%        | -11,41%  |
| 2017 | 4 846 843     | 9º              | 2,71%        | -11,43%  |
| 2018 | 2 985 227     | 11º             | 1,85%        | -38,41%  |
| 2019 | 3 155 046     | 12º             | 5,69%        | 11,12%   |

## Prêmio
- 2013: Prêmio ED - Destaque Equipe de Programação (venceu}[27]